# 苫田村
苫田村（とまたそん）は、岡山県苫田郡にあった村。
現在の苫田郡鏡野町井坂、女原、久田上原、久田下原、黒木、河内、至孝農、杉、西屋、箱、土生、養野に当たる。

## 沿革
- 1955年3月31日 - 苫田郡泉村、久田村が合併、苫田村となる。
- 1959年4月1日 - 苫田郡奥津村、羽出村と合併、奥津町となる。

## 地名の読み方
- 井坂（いざか）
- 女原（おなばら）
- 久田上原（くたかみのはら）
- 久田下原（くたしものはら）
- 黒木（くろぎ）
- 河内（こうち）
- 至孝農（しこうの）
- 杉（すぎ）
- 西屋（にしや）
- 箱（はこ）
- 土生（はぶ）
- 養野（ようの）

## 郵便番号（現在）
- 708-0421 苫田郡鏡野町井坂
- 708-0422 苫田郡鏡野町養野
- 708-0423 苫田郡鏡野町女原
- 708-0424 苫田郡鏡野町杉
- 708-0425 苫田郡鏡野町箱
- 708-0426 苫田郡鏡野町西屋
- 708-0427 苫田郡鏡野町至孝農
- 708-0431 苫田郡鏡野町河内
- 708-0432 苫田郡鏡野町久田上原
- 708-0433 苫田郡鏡野町久田下原
- 708-0434 苫田郡鏡野町土生
- 708-0435 苫田郡鏡野町黒木

708-042Xが旧・泉村、708-043Xが旧・久田村に対応している。